# Bavelincourt
 Bavelincourt  es una población y comuna francesa, en la región de Picardía, departamento de Somme, en el distrito de Amiens y cantón de Villers-Bocage (Somme).

## Demografía
| 63 | 87 | 81 | 67 | 74 | 85 |
| Para los censos de 1962 a 1999 la población legal corresponde a la población sin duplicidades (Fuente: INSEE [Consultar]) |    |    |    |    |    |